# Discografia lui Carrie Underwood
Discografia lui Carrie Underwood se compune din trei album de studio, douăzeci de discuri single și șaisprezece videoclipuri.
Cântăreața a devenit cunoscută odată cu participarea la concursul American Idol, fiind desemnată învingătoarea celui de-al patrulea sezon al emisiunii, în anul 2005. De la debutul muzical, Underwood a devenit o interpretă apreciată deopotrivă de critici, câștigând patru premii Grammy, dar și de fani, albumele sale comercializându-se în peste 9,6 milioane de exemplare doar în S.U.A..
Primul material discografic de studio, Some Hearts, a primit șapte discuri de platină în țara natală a interpretei, fiind cel mai bine vândut album de debut al unui artist de muzică country din istoria Nielsen SoundScan. De pe disc au fost extrase pe single șase cântece, trei ocupând locul 1 în Billboard Hot Country Songs, în timp ce „Inside Your Heaven” s-a clasat pe prima poziție în Billboard Hot 100.
Cel de-al doilea album de studio, Carnival Ride, a fost lansat la finele anului 2007, debutând direct pe locul 1 în Billboard 200 și în clasamentul mondial. Materialul include patru cântece de locul 1 în Billboard Hot Country Songs și hitul de top 10 al artistei în Billboard Hot 100, „I Told You So”. Discul s-a comercializat în peste 2,8 milioane de exemplare în Statele Unite ale Americii, primind dublu disc de platină. Solista și-a lansat cel de-al treilea material discografic de studio pe data de 3 noiembrie 2009, acesta fiind intitulat Play On.

## Albume
| Albume de studio | |   |   |   |   |    |   |                       |
| 2005             | Some Hearts - Primul album de studio - Lansat: S.U.A.: 15 noiembrie 2005 - Casă de discuri: Arista Nashville - Disponibil în format: CD, descărcare digitală     | 1 | 2 | 2 | 1 | 11 | 2 | S.U.A.: 7× Canada: 3× |
| 2007             | Carnival Ride - Al doilea album de studio - Lansat: S.U.A.:23 octombrie 2007 - Casă de discuri: Arista Nashville - Disponibil în format: CD, descărcare digitală | 1 | 1 | 1 | 1 | 1  | 1 | S.U.A.: 3×            |
| 2009             | Play On - Al treilea album de studio - Lansat: S.U.A.:3 noiembrie 2009 - Casă de discuri: Arista Nashville - Disponibil în format: CD, descărcare digitală       | 1 | 1 | 1 | 1 | 2  | 2 | S.U.A.: Canada:       |

## Discuri single
| 2005                 | „Inside Your Heaven”                            | 52 | 1  | 1   | 4  | —  | 1  | 21 |   | Some Hearts                    |
| 2005                 | „Jesus, Take the Wheel”                         | 1  | 20 | 38  | 18 | 1  | 16 | —  |   | Some Hearts                    |
| 2005                 | „Some Hearts”[A]                                | —  | —  | —   | —  | —  | —  | —  | — | Some Hearts                    |
| 2006                 | „Don't Forget to Remember Me”                   | 2  | 49 | 77  | 75 | 3  | 27 | —  | — | Some Hearts                    |
| 2006                 | „Before He Cheats”                              | 1  | 8  | 9   | 10 | 1  | 4  | 25 |   | Some Hearts                    |
| 2007                 | „Wasted”                                        | 1  | 37 | 54  | 45 | 1  | 35 | —  |   | Some Hearts                    |
| 2007                 | „So Small”                                      | 1  | 17 | 26  | 6  | 3  | 14 | 28 |   | Carnival Ride                  |
| 2007                 | „All-American Girl”                             | 1  | 27 | 50  | 24 | 1  | 45 | —  |   | Carnival Ride                  |
| 2008                 | „Last Name”                                     | 1  | 19 | 37  | 18 | 3  | 34 | —  |   | Carnival Ride                  |
| 2008                 | „Just a Dream”                                  | 1  | 29 | 96  | 18 | 2  | 50 | —  |   | Carnival Ride                  |
| 2009                 | „I Told You So” (în colaborare cu Randy Travis) | 2  | 9  | 25  | 4  | 1  | 18 | 24 |   | Carnival Ride                  |
| 2009                 | „Cowboy Casanova”                               | 1  | 11 | —   | 8  | 2  | 16 | 20 |   | Play On                        |
| 2009                 | „Temporary Home”[B]                             | 1  | 41 | —   | 54 | 2  | 66 | —  |   | Play On                        |
| 2010                 | „Undo It”[B]                                    | 1  | 23 | —   | 18 | 2  | 43 | 51 |   | Play On                        |
| 2010                 | „Mama's Song”[B]                                | 2  | 56 | —   | 43 | 4  | 68 | —  | — | Play On                        |
| 2012                 | „Good Girl”                                     | 1  | 18 | —   | 9  | 2  | 21 | —  |   | Blown Away                     |
| 2012                 | „Blown Away”                                    | 5  | 24 | —   | 16 | 1  | 27 | —  |   | Blown Away                     |
| Colaborări           |                                                 |    |    |     |    |    |    |    |   |                                |
| 2011                 | „Remind Me” (duet cu Brad Paisley)              | 1  | 17 | —   | 16 | —  | 33 | —  |   | This Is Country Music          |
| Discuri promoționale |                                                 |    |    |     |    |    |    |    |   |                                |
| 2007                 | „I'll Stand By You”                             | 41 | 6  | 6   | 2  | 40 | 10 | —  | — | Idol Gives Back 2008           |
| 2008                 | „Praying for Time”                              | —  | 27 | 28  | 10 | —  | 33 | —  |   |                                |
| 2008                 | „Just Stand Up!”                                | —  | 11 | 18  | 7  | —  | 10 | 19 | — | single caritabil               |
| 2008                 | „Home Sweet Home”                               | 52 | 21 | 27  | 10 | —  | 33 | —  | — | doar single                    |
| 2010                 | „There's a Place for Us”                        | —  | —  | 107 | —  | —  | —  | —  | — | The Voyage of the Dawn Treader |

## Alte înregistrări intrate în clasamente
| An   | Single                                                        | Poziția maximă | Poziția maximă | Poziția maximă | Poziția maximă | Album                                            |
| An   | Single                                                        | S.U.A. Country | S.U.A. Hot 100 | S.U.A. Pop     | S.U.A. A. C.   | Album                                            |
| ---- | ------------------------------------------------------------- | -------------- | -------------- | -------------- | -------------- | ------------------------------------------------ |
| 2005 | „God Bless the Broken Road” (cu Rascal Flatts)                | 50             | —              | —              | —              | doar cântec                                      |
| 2005 | „Independence Day”                                            | —              | —              | 84             | —              | American Idol Season 4: The Showstoppers         |
| 2007 | „Just a Dream”[C]                                             | —              | —              | 96             | —              | Carnival Ride și Carnival Ride (ediție specială) |
| 2007 | „Do You Hear What I Hear”                                     | 27             | 90             | —              | 2              | Carnival Ride și Carnival Ride (ediție specială) |
| 2008 | „Hark! The Herald Angels Sing”                                | 41             | —              | —              | 14             | Carnival Ride și Carnival Ride (ediție specială) |
| 2008 | „I'll Be Home for Christmas” (în colaborare cu Elvis Presley) | 54             | —              | —              | —              | Christmas Duets                                  |
| 2009 | „O Holy Night”                                                | 39             | —              | —              | —              | Carnival Ride și Carnival Ride (ediție specială) |
| 2009 | „The First Nowell”                                            | 50             | —              | —              | —              | Carnival Ride și Carnival Ride (ediție specială) |
| 2009 | „What Child Is This?”                                         | 51             | —              | —              | —              | Carnival Ride și Carnival Ride (ediție specială) |
| 2009 | „The More Boys I Meet”                                        | 45             | —              | —              | —              | Carnival Ride și Carnival Ride (ediție specială) |
| 2009 | „Change”                                                      | —              | 109            | —              | —              | Play On                                          |

## Alte apariții
| Anul | Cântec                                         | Albumul                                                           | Referință |
| ---- | ---------------------------------------------- | ----------------------------------------------------------------- | --------- |
| 2005 | „God Bless the Broken Road” (cu Rascal Flatts) | —                                                                 | [ 18 ]    |
| 2005 | „Independence Day”                             | American Idol Season 4: The Showstoppers                          | [ 19 ]    |
| 2007 | „Ever Ever After”                              | Enchanted: Coloana sonoră                                         | [ 20 ]    |
| 2007 | „Oh Love” (cu Brad Paisley)                    | 5th Gear                                                          | [ 21 ]    |
| 2007 | „Do You Hear What I Hear”                      | Hear Something Country Christmas 2007                             | [ 22 ]    |
| 2008 | „How Great Thou Art”                           | How Great Thou Art: Gospel Favorites Live from the Grand Ole Opry | [ 23 ]    |
| 2008 | „I'll Be Home for Christmas”                   | Christmas Duets                                                   | [ 24 ]    |
| 2009 | „The First Nowell”                             | A Very Special Christmas Vol.7                                    | [ 25 ]    |
| 2009 | „Hark! The Herald Angels Sing”                 | A Very Special Christmas Vol.7                                    | [ 26 ]    |
| 2010 | „There's a Place for Us”                       | The Chronicles of Narnia: The Voyage of the Dawn Treader          | [ 27 ]    |
| 2010 | „You're Lookin' at Country”                    | Coal Miner's Daughter: A Tribute to Loretta Lynn                  | [ 28 ]    |

## Videoclipuri
- Sursa:[29]

| An   | Videoclip                     | Regizor         |
| ---- | ----------------------------- | --------------- |
| 2005 | „Jesus, Take the Wheel”       | Roman White     |
| 2006 | „Don't Forget to Remember Me” | Roman White     |
| 2006 | „Before He Cheats”            | Roman White     |
| 2007 | „Wasted”                      | Roman White     |
| 2007 | „I'll Stand By You”           | Roman White     |
| 2007 | „So Small”                    | Roman White     |
| 2007 | „Ever Ever After”             | Roman White     |
| 2008 | „All-American Girl”           | Roman White     |
| 2008 | „Last Name”                   | Roman White     |
| 2008 | „Just a Dream”                | Roman White     |
| 2009 | „I Told You So”               | Jim Yockey      |
| 2009 | „Cowboy Casanova”             | Theresa Wingert |
| 2009 | „Temporary Home”              | Deaton Flanigen |
| 2010 | „Undo It”                     | Chris Hicky     |
| 2010 | „Mama's Song”                 | Shaun Silva     |